# Alice N’ Chains
Alice N’ Chains – amerykański zespół muzyczny utworzony w roku 1984 w Seattle w stanie Waszyngton pod nazwą Sleze, z inicjatywy gitarzysty oraz basisty Johnny’ego Bacolasa, basisty Byrona Hansena, gitarzysty Zoli Semanate oraz perkusisty Jamesa Bergstroma. W 1986 po dołączeniu do zespołu Nicka Pollocka, formacja zmieniła nazwę na Alice N’ Chains. W czasie swojej półtorarocznej działalności, grupa zarejestrowała dwa albumy demo. Projekt został rozwiązany w roku 1987, a jego członkowie utworzyli nowe grupy muzyczne.

## Historia
Zespół został uformowany przez Staleya, Pollocka, Bacolasa oraz Bergstroma, którzy występowali w grupie Sleze, pełniącej w głównej mierze funkcję cover bandu, prezentującej na swoich koncertach własne interpretacje utworów z repertuaru takich wykonawców jak Armored Saint, Mötley Crüe, Venom czy Slayer. Po opuszczeniu szeregów zespołu przez Chrisa Markhama, Staley oraz Bergstrom złożyli ofertę współpracy Nickowi Pollockowi. Po pewnym czasie muzycy zdecydowali się na przyjęcie nazwy Alice N’ Chains. Jej pomysłodawcą był Russ Klatt, wokalista występujący w zespole Slaughterhouse Five. Podczas rozmowy z Bacolasem w 1986, zasugerował on muzykowi dwie propozycje – Alice in Wonderland oraz Alice in Chains. „Rozmawialiśmy między innymi o zmianie nazwy dla zespołu. Nagle padło stwierdzenie – Alice in Wonderland? Co o tym sądzisz? Może być? Być może... Alice in Chains?” – wspominał Bacolas. Druga z nazw bardzo spodobała się muzykowi, który następnego dnia poinformował o tym kolegów z zespołu. Jedynym problemem był fakt, iż nazwa w sposób jednoznaczny kojarzyła się z niewolnictwem kobiet. „Pamiętam jak Layne przyszedł i poinformował mnie, że wraz z kolegami zmieniają nazwę na Alice in Chains. Nie byłam z tego faktu zadowolona. Zaczęłam mu tłumaczyć, że nazwa ta będzie się mocno kojarzyć ze zniewoleniem kobiet. Potem nie miałam z nim kontaktu przez około dwa tygodnie, ponieważ byłam zaniepokojona i urażona” – wspominała matka wokalisty, Nancy McCallum. W konsekwencji muzycy zdecydowali się na zmianę proponowanego zapisu nazwy z Alice in Chains na Alice N’ Chains dzięki czemu nazwę grupy można rozumieć jako „Alicja i łańcuchy”.
Na początku roku James Bergstrom zwrócił się o pomoc w realizacji albumu demo do Timothy’ego „Tima” Branoma. „Byłem starszy i trochę bardziej doświadczony w tym czasie” – wspominał. Proces przedprodukcji rozpoczął się w styczniu i trwał trzy miesiące. Wiosną rozpoczęła się sesja nagraniowa. W utworach „Fat Girls” oraz „Lip Lock Rock” na gitarze basowej zagrał Mike Mitchell. Wersje instrumentalne były nagrywane na terenie kompleksu sali prób Music Bank, natomiast partie wokalne Staley rejestrował w domu Branoma na terenie Richmond Beach. „Pracowałem z Layne miesiącami nad jego wokalem. Byłem gotów go posłać do maestro Davida Kyle na lekcje, jednak nie był on zainteresowany. Więc przychodził do mojego domu kilka razy w tygodniu i razem słuchaliśmy kaset z moim wokalem na rozgrzewkę po to, by się upewnić, że będzie to praktykował” – wspominał Branom.
Aby polepszyć operowanie swoim głosem, Staley ostatecznie udał się na lekcje do Kyle’a, u którego nauki pobierali między innymi Ann Wilson z zespołu Heart, Chris Cornell z Soundgarden czy Geoff Tate z Queensrÿche. Thad Byrd, który pomagał grupie Sleze, przyznał w jednym z wywiadów, że „Layne był bardzo dumny z faktu, iż jego trenerem śpiewu jest ta sama osoba co Geoff’a Tate”. Sesja nagraniowa odbyła się w London Bridge Studio na terenie Seattle.
W połowie 1986, Thad Byrd szukał zespołu, który mógłby pojawić się w jego filmie fabularnym Father Rock. Jak wspominał reżyser, Bergstrom nakręcił krótką reklamę, w której odpowiedział na pytanie, dlaczego jego zdaniem grupa powinna pojawić się w filmie. Odpowiedź brzmiała: „Ponieważ jesteśmy największym hair metalowym zespołem z Seattle!”. Byrd wypełnił czek na sumę 300 dolarów, w zamian za pojawienie się zespołu w filmie i możliwość użycia jednego z utworów z repertuaru grupy. Pieniądze przekazane przez Byrda, zespół wykorzystał na pokrycie kosztów finalizacji produkcji związanej z nagrywaniem materiału demo.
Następnie zespół wystąpił w Kane Hall na University of Washington, przed niespełna tysięcznym audytorium. W sierpniu 1986 Branom zakończył proces nagrywania ścieżek na album demo. Miksowanie odbyło się w Triad Studios w miejscowości Redmond w stanie Waszyngton. Inżynierem dźwięku został Peter Barnes. W tym samym czasie, stosunki pomiędzy Branomem a basistą Mike Mitchellem zaczęły ulegać pogorszeniu. Muzyk był o kilka lat starszy od swoich kolegów z zespołu i mieszkał w dzielnicy uniwersyteckiej wraz ze swoją dziewczyną, Lisą Ahern Rammell, która zajmowała się makijażem muzyków. Ostatecznie materiał ukazał się niezależnie. W jego skład weszły trzy kompozycje – „Fat Girls”, „Lip Lock Rock” oraz „Over the Edge”. Udział w ich komponowaniu mieli Bergstrom, Pollock, Jim Sheppard oraz Staley. Branom przyznał, że „cały materiał brzmiał jak połączenie Duran Duran, INXS oraz Led Zeppelin”.
Kilka miesięcy później, Mitchell opuścił szeregi zespołu. W jego miejsce powrócił Johnny Bacolas, który przez krótki czas udzielał się w formacji Ascendent. Na przełomie jesieni i zimy, zespół nagrał utwór „Queen of the Rodeo”. Autorami zostali Staley oraz Jet Silver, przyjaciel muzyka oraz wokalista hardrockowej formacji The Gang Bang. W styczniu 1987 zespół zarejestrował drugi album demo. Sesja odbyła się w domowym studiu nagraniowym PC Ring. Materiał ukazał się w limitowanej edycji 100 kopii, które zostały przekazane przyjaciołom i fanom zespołu. W skład wydawnictwa weszło łącznie sześć kompozycji. Inżynierem dźwięku został Jeff Meyers.
1 maja zespół zagrał koncert w Tacoma Little Theater. „To była piorunująca chwila. Po prostu wiedziałem, że muszę być w zespole z tym facetem” – przyznał Jerry Cantrell, wspominając pierwszy raz, gdy zobaczył Staleya na żywo. W drugiej połowie roku, grupa została oficjalnie rozwiązana, a członkowie zespołu zajęli się nowymi projektami muzycznymi.

## Po rozwiązaniu
Po rozwiązaniu zespołu, Staley dołączył do amatorskiej grupy Cantrella, Diamond Lie, w składzie której byli już basista Mike Starr oraz perkusista Sean Kinney. Niedługo potem, formacja oficjalnie przyjęła nazwę Alice in Chains. Nick Pollock uformował wraz z członkami grupy Mistrust nowy projekt muzyczny, My Sister’s Machine. Bergstrom dołączył do grupy Second Coming, prezentującej muzykę z szeroko pojętego industrial i rocka. W 1990 do zespołu dołączył Bacolas. W 2010 grupa została oficjalnie rozwiązana. Bacolas skupił się na pracy producenta muzycznego oraz inżyniera dźwięku.

## Skład zespołu
Opracowano na podstawie materiału źródłowego:
- Layne Staley – śpiew (1986–1987)
- Nick Pollock – gitara (1986–1987)
- Johnny Bacolas – gitara basowa (1986–1987)
- James Bergstrom – perkusja (1986–1987)

Byli członkowie
- Mike Mitchell – gitara basowa (1986)[7]

## Dyskografia
Albumy demo
- Demo #1 (1986) (wydany niezależnie)
- Demo #2 (1987) (wydany niezależnie)